# 下居神社
下居神社（おりいじんじゃ）は、京都府宇治市にある神社である。額田王の歌碑がある。

## 祭神
伊邪那美命・速玉男命・泉事解命

## 歴史
創祀年代はあきらかではないが三代実録に「降居神に従五位下ヲ授ク」云々とあり、縣神社とともに、宇治地域の古社のひとつである。
境内にある額田王の歌碑「秋の野の み草刈り葺き 宿れりし 菟途の宮処の 仮廬し念ほゆ」万葉集巻一の一首は額田王が１０代の頃に皇極天皇とともに宇治を訪れたときに詠んだ歌といわれる。

## 文化財

### 文化財（市指定）
木造男神坐像1体（高さ約27センチ）、木造女神坐像2体（高さ約30センチ）。鎌倉時代の作とみられる。木造狛犬一対（高さ約40センチ）。室町時代の作とみられる。平成18年9月12日指定。

## 交通
- JR宇治駅または京阪宇治駅より 京阪バス 琵琶台バス停徒歩3分

## ギャラリー
- 額田王の歌碑
- 下居神社の摂社